# Charles Salmon
Pour les articles homonymes, voir Salmon.
Charles Salmon (13 février 1925 à Trédaniel en France - 26 janvier 2009 à Paris) était un professeur de médecine.

## Biographie
Il effectue ses études secondaires au lycée Saint-Charles à Saint-Brieuc de 1939 à 1943, où il prépare le concours de l'école navale. À la suite de problèmes de santé il devra renoncer à la carrière militaire et gagnera Paris, où il fera des études de médecine. En 1951, il obtient son doctorat en médecine. En 1960, après avoir travaillé à l'Institut Pasteur de Lille puis à l'hôpital Saint-Antoine de Paris, il soutient une thèse de doctorat ès sciences consacrée à l'étude thermodynamique des réactions pouvant exister entre antigènes et anticorps. En 1965, il est admis au concours de l'agrégation de médecine, en immunologie. Après cela, il obtiendra la création d'une unité de recherche Inserm consacrée aux groupes sanguins associée au CNRGS.
Il a consacré sa carrière à la recherche et ses travaux ont permis des avancées dans les domaines de l'hématologie, de l'immunologie et de la génétique ainsi que dans la pratique de la transfusion sanguine.  
Il met en place et dispense un enseignement d'immuno-hématologie à l'Hopital Saint Antoine, Université Pierre-et-Marie-Curie, destiné aux cadres et techniciens de la transfusion sanguine. Ces formations (théoriques et pratiques, UV, DUTS, Capacité, DEA) organisées maintenant par l'INTS, existent toujours.
En 1975, il dirige l'Institut national de la transfusion sanguine.
En 1984, en décembre, il est nommé à la tête de la filière CNTS Institut-Recherches.  
En 1988, il reçoit pour ses travaux le Prix Karl Landsteiner de l'Association américaine des banques de sang. 
En 1996, il est l'auteur du livre Ne cherchez pas votre sosie.
En 1998, il écrit Des groupes sanguins aux empreintes génétiques, aux Éditions Flammarion, dans la collection « Dominos ».
Par ailleurs, de nombreux livres, destinés à la communauté scientifique ont été écrits par le professeur.